# Dihidropirimidina deshidrogenasa (NADP+)
En enzimología, la dihidropirimidina deshidrogenasa (NADP+) (EC 1.3.1.2) es una enzima que cataliza la reacción química
```
5,6-dihidrouracilo + NADP 
+
 

  

    

      

        
⇌

      

    

    
{\displaystyle \rightleftharpoons }

  

 uracilo + NADPH + H 
+
```

Así, los dos sustratos de esta enzima son el 5,6-dihidrouracilo y el NADP +, mientras que sus 3 productos son el uracilo, el NADPH y el H +.
En humanos, la enzima está codificada por el gen DPYD. Es el paso inicial y limitante de la velocidad en el catabolismo de las pirimidinas.  Cataliza la reducción de uracilo y timina. También participa en la degradación de los fármacos quimioterapéuticos 5-fluorouracilo y tegafur.  También participa en el metabolismo de la beta-alanina.

## Función
La proteína es una enzima catabólica de pirimidina y actúa como factor inicial y limitante de la velocidad en la vía del catabolismo de uracilo y timidina. La deficiencia genética de esta enzima da como resultado un error en el metabolismo de la pirimidina asociado con timina-uraciluria y un mayor riesgo de toxicidad en pacientes con cáncer que reciben quimioterapia con 5-fluorouracilo.